# Antonín Šponar
Antonín „Tony“ Šponar (* 8. April 1920 in Prag; † November 2002 in Jindabyne, Australien) war ein tschechoslowakischer Skirennläufer. Er gewann 1946 den Hahnenkammslalom und nahm 1948 an den Olympischen Winterspielen in St. Moritz teil.

## Biografie
Der gebürtige Prager Antonín Šponar nahm 1946 an den ersten Hahnenkammrennen der Nachkriegszeit teil. Am 3. März setzte er sich im Slalom auf dem Ganslernhang überraschend gegen Lokalmatador Karl Koller durch und sorgte damit für den ersten und bis heute einzigen tschechischen Sieg bei den prestigeträchtigen Skirennen in Kitzbühel. In der Kombination belegte er hinter Hahnenkammsieger Koller und einem weiteren Tiroler, Toni Seelos, den dritten Rang. Im Sommerhalbjahr 1947 war er Teil einer tschechischen Militärexpedition auf das Jungfraujoch und nahm danach an mehreren Gletscherrennen teil. Im Februar 1948 trat Šponar bei den Olympischen Winterspielen in St. Moritz an, die zugleich als Alpine Skiweltmeisterschaften gewertet wurden. Nach den Rängen 17 und 22 in Abfahrt und Slalom wurde er in der Kombinationswertung Neunter.
Nachdem er zwischen 1941 und 1948 als Skilehrer in St. Anton gearbeitet hatte, wanderte Šponar nach Australien aus, wo er maßgeblich an der Entwicklung des alpinen Skisports mitwirkte. Er trainierte die australische Nationalmannschaft und gründete 1955 das Skigebiet Thredbo.

## Erfolge

### Olympische Spiele
- St. Moritz 1948: 9. Kombination, 17. Abfahrt, 22. Slalom

### Weltmeisterschaften
- St. Moritz 1948 : 9. Kombination, 17. Abfahrt, 22. Slalom

### Weitere Erfolge
- 1 Sieg und 1 weiterer Podestplatz bei den Hahnenkammrennen
  - 1. Platz Slalom 1946
  - 3. Platz Kombination 1946